# 88-as főút (Magyarország)
A 88-as számú főút Sárvár területén a 84-es főúttól indul és Vátig tart, ahol csatlakozik a 86-os főúthoz.

## Fekvése
Térkép 

## Története
A Cartographia 1970-es kiadású autótérképén már főútként szerepel, a jelenlegivel azonos útszámozással.

## Települések az út mentén
- Sárvár
- (Ölbő)
- (Csénye)
- Vát

## Mai helyzete
2008 decemberében indult és 2009. október 15-én az átadással befejeződött Sárvár északi elkerülőjének az építése. A 3,6 km hosszú, 2x1 sávos úton egy szintbeli kereszteződés létesült a 8446. jelű mellékút csomópontjában és a főút mai nyomvonalába való visszakötésnél.
2014. február és év vége között Sárvártól a váti felüljáróig 11,5 t-s megerősítése zajlott az útnak, kicserélték a kopóréteget, megújultak a hidak és átereszek, az út menti vízelvezetés és helyenként szélesítették az utat, korrigálták az emelkedő ívét. Kerékpárút épült a porpáci elágazó és Sárvár között az út déli oldalán.